# Tony Bradley (basket-ball)
Ne doit pas être confondu avec Tony Bradley, guitariste du groupe The Distillers.
Pour les articles homonymes, voir Tony et Bradley.
Tony Lee Bradley Jr., né le 8 janvier 1998 à Bartow en Floride, est un joueur américain de basket-ball évoluant au poste de pivot et mesurant 2,07 m.

## Biographie

### Carrière universitaire
Il est champion NCAA en 2017 avec les Tar Heels de la Caroline du Nord où il inscrit 5 points et prend 7 rebonds ce soir-là. Il se présente ensuite à la draft 2017 de la NBA.

### Carrière professionnelle

#### Jazz de l'Utah (2017-2020)
Le 22 juin 2017, Bradley est sélectionné à la 28e position de la draft 2017 de la NBA par les Lakers de Los Angeles. Le soir de la draft, ses droits de draft sont transférés au Jazz de l'Utah contre Thomas Bryant et les droits de draft sur Josh Hart. Le 5 juillet 2017, Bradley signe avec le Jazz.
Le 5 novembre 2017, il fait ses débuts en NBA contre les Rockets de Houston. Le 7 novembre 2017, il est envoyé dans l'équipe de G-League affiliée au Jazz, les Stars de Salt Lake City et fait ses débuts le soir suivant, marquant 20 points dans la défaite contre le Herd du Wisconsin. Durant la saison 2017-2018, il est envoyé plusieurs fois s'aguerrir en G-League.
Le 18 octobre 2019, le Jazz active son option d'équipe sur le contrat de Bradley, le prolongeant jusqu'en 2021. Le 23 novembre 2019, il connaît sa première titularisation en NBA en raison de la blessure de Rudy Gobert et termine la rencontre avec 14 points à 7/8 aux tirs et 9 rebonds en 22 minutes dans la victoire du Jazz face aux Pelicans de La Nouvelle-Orléans. Trois jours plus tard, pour sa seconde titularisation, il marque 8 points et prend 11 rebonds en 23 minutes dans la défaite chez les Bucks de Milwaukee.

#### 76ers de Philadelphie (2020-2021)
Le 19 novembre 2020, il est transféré aux Pistons de Détroit. Trois jours plus tard, il prend la direction des 76ers de Philadelphie en échange de Zhaire Smith.

#### Thunder d'Oklahoma City (2021)
Le 25 mars 2021, il est envoyé au Thunder d'Oklahoma City dans un échange à trois équipes.

#### Bulls de Chicago (2021-février 2023)
Il s'engage avec les Bulls de Chicago à l'été 2021. Il est coupé en février 2023.

#### Pacers de l'Indiana (depuis mars 2025)
Début mars 2025, il signe un contrat de 10 jours avec les Pacers de l'Indiana. Il est ensuite signé jusqu'à la fin de saison.

## Palmarès

### En club
- Vainqueur de la conférence Est en 2025 avec les Pacers de l'Indiana.
- Champion NCAA (2017)

### Distinctions personnelles
- McDonald's All-American (2016)
- Jordan Brand Classic (2016)
- Florida Mr. Basketball (2016)

## Statistiques
gras = ses meilleures performances

### Universitaires
| Saison    | Équipe           | Matchs | Titul. | Min./m | % Tir | % 3pts | % LF | Rbds/m. | Pass/m. | Int/m. | Ctr/m. | Pts/m. |
| --------- | ---------------- | ------ | ------ | ------ | ----- | ------ | ---- | ------- | ------- | ------ | ------ | ------ |
| 2016-2017 | Caroline du Nord | 38     | 0      | 14,6   | 57,3  | 0,0    | 61,9 | 5,13    | 0,61    | 0,26   | 0,58   | 7,08   |
| Total     | Total            | 38     | 0      | 14,6   | 57,3  | 0,0    | 61,9 | 5,13    | 0,61    | 0,26   | 0,58   | 7,08   |

### Professionnelles

#### Saison régulière NBA
| Saison    | Équipe        | Matchs | Titul. | Min./m | % Tir | % 3pts | % LF  | Rbds/m. | Pass/m. | Int/m. | Ctr/m. | Pts/m. |
| --------- | ------------- | ------ | ------ | ------ | ----- | ------ | ----- | ------- | ------- | ------ | ------ | ------ |
| 2017-2018 | Utah          | 9      | 0      | 3,2    | 27,3  | 0,0    | 100,0 | 1,22    | 0,11    | 0,00   | 0,00   | 0,89   |
| 2018-2019 | Utah          | 3      | 0      | 12,0   | 50,0  | 0,0    | 50,0  | 5,00    | 0,33    | 0,67   | 0,67   | 5,67   |
| 2019-2020 | Utah          | 58     | 3      | 11,4   | 66,7  | 100,0  | 65,2  | 4,60    | 0,40    | 0,24   | 0,57   | 4,91   |
| 2020-2021 | Philadelphie  | 20     | 8      | 14,4   | 68,0  | 0,0    | 63,6  | 5,20    | 0,90    | 0,30   | 0,70   | 5,50   |
| 2020-2021 | Oklahoma City | 22     | 0      | 18,0   | 65,6  | 0,0    | 70,5  | 6,10    | 0,90    | 0,40   | 0,80   | 8,70   |
| 2021-2022 | Chicago       | 55     | 7      | 10,0   | 58,5  | –      | 65,5  | 3,40    | 0,50    | 0,20   | 0,60   | 3,00   |
| Total     | Total         | 167    | 18     | 11,7   | 63,4  | 42,9   | 67,2  | 4,30    | 0,50    | 0,20   | 0,60   | 4,60   |

Mise à jour le 2 octobre 2022

#### Playoffs NBA
| Saison | Équipe  | Matchs | Titul. | Min./m | % Tir | % 3pts | % LF | Rbds/m. | Pass/m. | Int/m. | Ctr/m. | Pts/m. |
| ------ | ------- | ------ | ------ | ------ | ----- | ------ | ---- | ------- | ------- | ------ | ------ | ------ |
| 2018   | Utah    | 1      | 0      | 1,9    | 50,0  | 0,0    | 0,0  | 1,00    | 0,00    | 0,00   | 0,00   | 2,00   |
| 2020   | Utah    | 6      | 0      | 8,1    | 22,2  | 0,0    | 71,4 | 3,83    | 0,17    | 0,33   | 0,33   | 1,50   |
| 2022   | Chicago | 2      | 0      | 4,0    | 100,0 | –      | –    | 2,00    | 0,50    | 0,00   | 0,00   | 5,00   |
| Total  | Total   | 9      | 0      | 6,4    | 50,0  | 0,0    | 71,4 | 3,10    | 0,20    | 0,20   | 0,20   | 2,30   |

Mise à jour le 2 octobre 2022

## Records sur une rencontre en NBA
Les records personnels de Tony Bradley en NBA sont les suivants, :
| Type de statistique        | Saison régulière | Saison régulière           | Saison régulière | Playoffs | Playoffs            | Playoffs      |
| Type de statistique        | Record           | Adversaire                 | Date             | Record   | Adversaire          | Date          |
| -------------------------- | ---------------- | -------------------------- | ---------------- | -------- | ------------------- | ------------- |
| Points                     | 18               | @ Warriors de Golden State | 23 mars 2021     | 10       | Bucks de Milwaukee  | 22 avril 2022 |
| Paniers marqués            | 8                | @ Warriors de Golden State | 23 mars 2021     | 5        | Bucks de Milwaukee  | 22 avril 2022 |
| Paniers tentés             | 12               | @ Clippers de Los Angeles  | 10 avril 2019    | 5        | Bucks de Milwaukee  | 22 avril 2022 |
| Paniers à 3 points réussis | 1                | 3 fois                     | 3 fois           | -        | -                   | -             |
| Paniers à 3 points tentés  | 2                | @ Suns de Phoenix          | 2 avril 2021     | -        | -                   | -             |
| Lancers francs réussis     | 4                | @ Raptors de Toronto       | 18 avril 2021    | 2        | 2 fois              | 2 fois        |
| Lancers francs tentés      | 6                | Pacers de l'Indiana        | 1er mai 2021     | 4        | Nuggets de Denver   | 23 août 2020  |
| Rebonds offensifs          | 7                | @ Clippers de Los Angeles  | 10 avril 2019    | 4        | 2 fois              | 2 fois        |
| Rebonds défensifs          | 11               | 76ers de Philadelphie      | 10 avril 2021    | 5        | @ Nuggets de Denver | 17 août 2020  |
| Rebonds totaux             | 15               | Nuggets de Denver          | 9 janvier 2021   | 9        | @ Nuggets de Denver | 17 août 2020  |
| Passes décisives           | 4                | Spurs de San Antonio       | 14 mars 2021     | 1        | 2 fois              | 2 fois        |
| Interceptions              | 3                | 2 fois                     | 2 fois           | 1        | 2 fois              | 2 fois        |
| Contres                    | 3                | 6 fois                     | 6 fois           | 1        | 2 fois              | 2 fois        |
| Balles perdues             | 4                | 2 fois                     | 2 fois           | 2        | 2 fois              | 2 fois        |
| Minutes jouées             | 33               | @ Warriors de Golden State | 23 mars 2021     | 11       | @ Nuggets de Denver | 19 août 2020  |

- Double-double : 5
- Triple-double : 0

Dernière mise à jour : 16 août 2022

## Salaires
| Année       | Équipe      | Salaire     |
| ----------- | ----------- | ----------- |
| 2017-2018   | Jazz        | 1 414 920 $ |
| 2018-2019   | Jazz        | 1 679 520 $ |
| 2019-2020   | Jazz        | 1 962 360 $ |
| Total Gains | Total Gains | 5 056 800 $ |
| 2020-2021   | Pistons     | 3 542 060 $ |